# Cyphonisia nigella
Cyphonisia nigella là một loài nhện trong họ Barychelidae. Loài này phân bố ờ Congo.